# ディズニー・コンシュマー・プロダクツ
ディズニー・コンシュマー・プロダクツは、ウォルト・ディズニー・カンパニー傘下（ディズニー・エクスペリエンス）のエンターテインメント事業者である。

公式ロゴ

## 概要
ディズニーストアなどのディズニーキャラクターグッズ販売運営をしている。なお、唯一オリエンタルランドが運営をしている東京ディズニーリゾートなどのボン・ヴォヤージュやイクスピアリなどは運営していない（イクスピアリ内のディズニーストア 東京ディズニーリゾート店は運営している）。